# Seututie 312
Pour les articles homonymes, voir Route 312.
La route régionale 312 (finnois : Seututie 312) est une route régionale allant de Joutjärvi jusqu'à Uusikylä à Lahti en Finlande,,.

## Présentation
La seututie 312 est une route régionale de Päijät-Häme.